# Gloria (gruppo musicale)
I Gloria erano un gruppo musicale svedese attivo fra il 1998 e il 2004 e formato da Lars Halapi, Peter Korhonen, Rebecka Törnqvist, Sara Isaksson, Staffan Andersson e Sven Lindvall.

## Carriera
I Gloria si sono formati alla fine degli anni '90 dalla collaborazione delle già note cantanti Rebecka Törnqvist e Sara Isaksson con altri musicisti affermati della scena svedese. Il gruppo è salito alla ribalta alla fine del 1999 con la pubblicazione dell'album di debutto eponimo, che ha raggiunto il 13º posto nella classifica svedese. Il loro secondo album del 2003, People Like You and Me, si è invece fermato alla 26ª posizione.

## Formazione
- Rebecka Törnqvist – voce
- Sara Isaksson – voce
- Staffan Andersson – chitarra
- Lars Halapi – chitarra
- Sven Lindvall – basso
- Peter Korhonen – batteria

## Discografia

### Album in studio
- 1999 – Gloria
- 2003 – People Like You and Me

### Singoli
- 1999 – Party on My Own
- 1999 – Don't Ask
- 1999 – A Bit Personal
- 2003 – This Must Be the Place (Naive Melody)